# Erlend Thorfinnsson
Erlend II  Thorfinnsson (mort vers 1099) fut co-comte des Orcades entre 1065 et 1098, conjointement avec son frère Paul Thorfinnsson.

## Biographie
Erland Thorfinnsson est le fils cadet du Jarl Thorfinn le Puissant à la mort duquel il hérite conjointement des Orcades avec son frère aîné Paul Thorfinnsson. Il semble que les deux frères aient porté comme héritiers le titre de comte de Caithness dès 1057.
Dans ce nouveau partage des îles en deux c'est la part antérieurement dévolue à Einar Sigurdsson qui disparaît: L'est de Mainland et Shapinsay  sont associés  aux îles du nord pour former la moitié qui revient à Erlend Thorfinnsson puis à ses héritiers : Magnus Erlendsson et Rognvald Kali Kolsson
Peu après la mort de leur père le roi Harald III de Norvège vient aux Orcades afin de lever des troupes complémentaires destinées à renforcer son armée en vue de l'invasion de l'Angleterre. Les deux Jarls participent à l'expédition. Après la défaite et la mort d'Harald III en septembre 1066 lors de la Bataille de Stamford Bridge les deux frères qui avaient survécu au désastre rentrent aux Orcades avec Olaf le fils du roi.   
Les deux co souverains règnent ensuite en bonne intelligence jusque vers 1090 lorsque les ambitions de leurs fils et héritiers particulièrement Haakon Paulsson vient troubler leur accord. Ce dernier est banni en 1093 et il doit s'exiler en Norvège et en Suède au cours des années suivantes. 
Il semble qu'il soit à l'origine de l'initiative du roi Magnus III de Norvège de se  rendre aux Orcades au printemps 1098 afin de créer un apanage pour son fils le jeune Sigurd.
Les deux Jarls sont déposés et envoyés en captivité en Norvège où Erlend meurt peu après son arrivée à Nidaros.

## Union et postérité
Erlend II avait épousé Thora Sumarlidadottir fille de l'islandais Sumarlidi Ospaksson dont :
- Erlingr † 1103 en Ulster aux côtés du roi Magnus III de Norvège ;
- Magnus Erlendsson ;
- Gunnhildr épouse de Kolr Kalason ;
- Cecilia épouse de Isakr.

## Sources
- (no) Narve Bjørgo, « Erlend Torfinnsson », Norsk biografisk leksikon,consulté le 13 octobre 2013.
- (en) Mike Ashley The Mammoth Book of British Kings & Queens Robinson London 1998  (ISBN 1-84119-096-9) « Paul (I) & Erlend II » p. 450.
- Jean Renaud Les Vikings et les Celtes, Éditions Ouest-France Université, Rennes, 1992  (ISBN 2-7373-0901-8)
- Jean Renaud, La Saga des Orcadiens, tr. par Jean Renaud, éd. Aubier, Paris, 1990  (ISBN 2-7007-1642-6).